# Phyllophaga neomexicana
Phyllophaga neomexicana är en skalbaggsart som beskrevs av Saylor 1940. Phyllophaga neomexicana ingår i släktet Phyllophaga och familjen Melolonthidae. Inga underarter finns listade i Catalogue of Life.